# Populus manshurica
Populus manshurica là một loài thực vật có hoa trong họ Liễu. Loài này được Nakai miêu tả khoa học đầu tiên năm 1936.